# Santarém, Portugalia
Santarém (pronunțat /sɐ̃tɐˈɾɐ̃j/) este un oraș, capitală a districtului cu același nume, din provincia Ribatejo în vestul Portugaliei.
Santarém este un oraș în partea centrală de sud a Portugaliei, pe râul Tagus, situat în regiunea Lisboa e Vale do Tejo, fiind capitală a districtului cu același nume (distrito). Sub romani, a fost capitală a unui conventus, iar numele său era Scalabis.

### Amplasare
Sanatarém se întinde de-a lungul râului Tagus la 70 de kilometri NE de Lisabona.Orașul vechi este amplasat pe colinele din jur departe de apele râului în timp ce orașul nou este construit aproape de apă.

### Denumiri în trecut
Cunoscut drept Scalabis sau Escalabis și mai târziu ca Praesidium Iulium de către romani, Santarém a fost denumit mai târziu Santa Irema de unde derivă și numele ei din prezent.

### Istoric
Importantă fortăreață în timpul răboaielor cu maurii în secolul al XII-lea d.Hr. devine mai târziu capitala Portugaliei pentru un timp.

### Economie
Astăzi Santarém se remarcă datorită procesării produselor agricole și a producției de vinuri și a uleiului  de măsline.Se mai cresc fructe și legume pentru aprovizionarea pieței din Lisabona.
Sanatarém este un prosper port pescăresc și deține o piață de desfacere a peștelui foarte profitabilă.
1. ↑  , Instituto Nacional de Estatística[*] https://www.ine.pt/xportal/xmain?xpid=INE&xpgid=ine_indicadores&indOcorrCod=0008350&selTab=tab0, accesat în 19 septembrie 2018 Lipsește sau este vid: |title= (ajutor)